# Sergei Jakowlewitsch Alymow

Grabdenkmal für Alymow auf dem Nowodewitschi-Friedhof in Moskau

Sergei Jakowlewitsch Alymow (russisch Сергей Яковлевич Алымов; * 24. Märzjul. / 5. April 1892greg. im Dorf Slawgorod, Gouvernement Charkow; † 29. April 1948 in Moskau) war ein ukrainisch-sowjetischer Schriftsteller und Lyriker.

## Leben
Alymow besuchte die Handelsschule in Charkow, die er aber nicht abschloss. Im Sommer 1911 wurde er wegen seiner Teilnahme an revolutionären Aktivitäten nach Sibirien in das Gouvernement Jenisseisk verbannt, floh aber bald von dort nach China. Er bereiste Japan, Korea und Australien und kehrte 1917 nach China zurück, wo er sich in Harbin niederließ. 1920 veröffentlichte er dort seinen ersten, stark vom Futurismus geprägten Gedichtband. Zur gleichen Zeit war er (gemeinsam mit Dawid Burljuk, Nikolai Assejew, Sergei Tretjakow und anderen) Mitglied der in Wladiwostok gegründeten futuristischen Künstlergruppe um die Zeitschrift „Twortschestwo“ (Творчество).
1926 kehrte er in die Sowjetunion zurück. In Moskau schrieb er populäre Gedichte und Liedtexte wie Вася-Василёк (1940; Musik von Anatoli Nowikow), Хороши весной в саду цветочки (Musik von Boris Mokroussow) und Под луной золотой (Musik von Isaak Dunajewski), und auch die Autorenschaft der Partisanenhymne По долинам и по взгорьям wurde ihm zugeschrieben.
Zu seinen im Westen bekanntesten Werken zählt sein Roman Schanghai, eine literarische Reflexion über das Leben in der Stadt aus den 1920er Jahren.
Aufgrund seiner guten Englischkenntnisse wurde er in Moskau häufig als Dolmetscher für amerikanische Schriftsteller eingesetzt, die die UdSSR besuchten. In den 1930er Jahren setzte sein Alkoholismus dieser Tätigkeit allerdings ein Ende. Im Zweiten Weltkrieg nahm Alymov an der Verteidigung von Sewastopol teil. Er starb 1948 durch einen Autounfall.

## Werke
- Киоск нежности: Стихи (Der Pavillon der Zärtlichkeit: Gedichte) Окно, Harbin 1920
- Оклик мира. Harbin 1921.
- Нанкин-род. Proletarij, Charkiw 1929
  - deutsche Ausgabe: Schanghai. Übersetzt aus dem Russ. von Boris Krotkow und Hedwig Stern. Büchergilde Gutenberg, Berlin 1932
- Песни. Сов. писатель, Moskau 1939
- Все для победы! Стихи и песни. Сов. писатель, Moskau (Kasan) 1942
- Этих дней не смолкнет слава. Военмориздат, Moskau und Leningrad 1946
- Песни. Музгиз, Moskau und Leningrad 1948
- Стихи и песни. Сов. писатель, Moskau 1949
- Избранное. Воениздат, Moskau 1953

## Namensvarianten
Sergei Alymow, Sergej Alymov, Sergej Âkovlevič Alymov, Sergěj Jakovl. Alymov, Sergei Iakovlevich Alymov
| Personendaten    | Personendaten                           |
| ---------------- | --------------------------------------- |
| NAME             | Alymow, Sergei Jakowlewitsch            |
| ALTERNATIVNAMEN  | Алымов, Сергей Яковлевич (russisch)     |
| KURZBESCHREIBUNG | sowjetischer Schriftsteller und Lyriker |
| GEBURTSDATUM     | 5. April 1892                           |
| GEBURTSORT       | Slawgorod                               |
| STERBEDATUM      | 29. April 1948                          |
| STERBEORT        | Moskau                                  |